# 朱祁鑌
鄱阳怀僖王朱祁镔（1431年—1448年11月27日），明朝淮靖王朱瞻墺庶长子，母吳氏。明仁宗孙。

## 生平
正統七年（1442年）四月赐名。
正統八年（1443年）三月，明英宗派黔國公沐儼等為正使、兵部左侍郎鄭辰等為副使，各自持節册封朱祁鑌為鄱陽王、其庶弟朱祁钺為永丰王。同月，英宗给朱祁鑌、朱祁钺和他们的堂兄弟都昌王朱祁鑑歲祿各二千石，米鈔各半。
正統十三年（1448年）十一月，朱祁鑌去世。英宗闻讯，輟視朝一日，賜谥怀僖，遣官致祭，命有司營葬。他没有儿子，死后封国取消。
正統十四年（1449年）九月，朱祁鑌的嫡弟淮康王朱祁铨奏称朱祁鑌身后只有庶母吳氏，無祿米养赡。英宗命每月給米十石。同月，朱祁铨奏请让朱祁鑌所有原設厨役留府供祀，获准。十二月，除江西鄱陽縣鄱陽王墳塋所占田三十餘畝稅。

## 评价
- 《弇山堂别集》卷074：慈仁短折，小心畏忌。